# Staatsregierung Mayr I
Die Staatsregierung Mayr I (7. Juli–20. November 1920), seit 10. November 1920 Bundesregierung Mayr I, wurde von der Konstituierenden Nationalversammlung der Republik Österreich am 7. Juli 1920 gewählt. Sie war eine Übergangs-Proporzregierung von Sozialdemokraten, Christlichsozialen und Großdeutschen.
Sie folgte der Staatsregierung Renner III, die am 11. Juni 1920 demissioniert (und die Geschäfte fortgeführt) hatte, weil die Große Koalition wegen Vertrauensverlusts der Partner nicht mehr arbeitsfähig war. Sie wurde nach beinahe vierwöchiger Regierungskrise (Otto Bauer) als unpolitische Übergangsregierung (Michael Mayr) gewählt. Dabei wurde das Gesetz vom 6. Juli 1920 über die Verkürzung der Legislaturperiode der Konstituierenden Nationalversammlung (sie endete nun am 31. Oktober 1920) angewandt, das bei Nichteinigung auf eine Kabinettsliste proportionales Listenwahlrecht vorsah. Auf diesem Weg gelangte auch ein Vertreter der Großdeutschen in die Regierung. Wie im Gesetz vorgesehen, wurde der Begriff Staatskanzler, den Karl Renner als Vorsitzender der drei Vorgängerregierungen erhalten hatte, nicht verwendet, sondern nur vom Leiter der Staatskanzlei gesprochen.
Im Hauptausschuss des Parlaments hatte man sich auf zwei parteilose Staatssekretäre, Richard Reisch und Karl Pesta, einigen können. Sie wurden im Plenum mit 137 Ja-Stimmen ohne Gegenstimme gewählt. Weitere neun Staatssekretäre und vier Unterstaatssekretäre wurden im Stimmenverhältnis der Parteien aus Parteilisten gewählt. Bei den neun Staatssekretären entfielen von 127 abgegebenen Stimmen 59 auf die sozialdemokratische, 50 auf die christlichsoziale und 18 auf die großdeutsche Liste, sodass je vier Sozialdemokraten und Christlichsoziale sowie ein Großdeutscher gewählt waren. Zur Wahl der vier Unterstaatssekretäre wurden 109 gültige und 13 ungültige (großdeutsche) Stimmen abgegeben, so dass je zwei Sozialdemokraten und Christlichsoziale gewählt waren. Die Ressortverteilung hatte nach dem angeführten Gesetz nicht das Parlament, sondern die Regierung selbst zu beschließen.
Die Sozialdemokraten schieden am 22. Oktober 1920 aus der Regierung aus (und gelangten bis zum Beginn der Zweiten Republik, 1945, nicht wieder ins Kabinett). Vom 10. November 1920, dem Tag des Inkrafttretens des Bundes-Verfassungsgesetzes, an wurde die Regierung als Bundesregierung bezeichnet, der Leiter der Staatskanzlei als Bundeskanzler, die Staatsämter als Bundesministerien, die Staatssekretäre als Bundesminister und die Unterstaatssekretäre als Staatssekretäre.
Am 20. November 1920 wählte der Nationalrat als Nachfolgerin der nunmehrigen Bundesregierung Mayr I die Bundesregierung Mayr II.
| Staatssekretär bzw. Bundesminister (für)                                              | Amtsinhaber                                         | Partei                    | Unterstaatssekretär bzw. Staatssekretär                                                                    |
| Vorsitz im Kabinett und Leitung der Staatskanzlei ab 10. November 1920: Bundeskanzler | Michael Mayr                                        | CSP                       | |
| Stellvertreter des Vorsitzenden ab 10. November 1920: Vizekanzler Soziale Verwaltung  | Ferdinand Hanusch ab 22. Oktober 1920: Eduard Heinl | SDAP CSP                  | für soziale Verwaltung: Josef Resch (CSP) für Volksgesundheit: Julius Tandler (SDAP, bis 22. Oktober 1920) |
| Äußeres                                                                               | Karl Renner ab 22. Oktober 1920 Michael Mayr        | SDAP CSP                  | |
| Inneres und Unterricht                                                                | Walter Breisky                                      | CSP                       | für Unterricht: Otto Glöckel (SDAP, bis 22. Oktober 1920) für Kultus: Wilhelm Miklas (CSP)                 |
| Finanzen                                                                              | Richard Reisch                                      | ohne Parteimitgliedschaft | |
| Land- und Forstwirtschaft                                                             | Alois Haueis                                        | CSP                       | |
| Handel und Gewerbe, Industrie und Bauten                                              | Eduard Heinl                                        | CSP                       | |
| Heereswesen                                                                           | Julius Deutsch ab 22. Oktober 1920: Walter Breisky  | SDAP CSP                  | |
| Volksernährung *)                                                                     | Alfred Grünberger                                   | ohne Parteimitgliedschaft | |
| Justiz                                                                                | Julius Roller                                       | GDVP                      | |
| Verkehrswesen                                                                         | Karl Pesta                                          | ohne Parteimitgliedschaft | |
| Ohne Portefeuille Präsident der Sozialisierungskommission                             | Wilhelm Ellenbogen, bis 22. Oktober 1920            | SDAP                      | |

*) Bei der Wahl der Regierung am 7. Juli 1920 blieb dieses Staatsamt noch vorläufig unbesetzt. Der parteilose Experte Grünberger wurde zwei Tage später gewählt.

## Belege
1. ↑  Stenographisches Protokoll. 92. Sitzung der Konstituierenden Nationalversammlung der Republik Österreich. Mittwoch, 7. Juli 1920. Tagesordnung. 2. Wahl der Staatsregierung (= S. 3019 f.)
2. ↑  StGBl. Nr. 283 / 1920 (= S. 954)
3. ↑  Der Verlauf der Sitzung. In: Arbeiter-Zeitung, 8. Juli 1920, S. 2 (online bei ANNO).
4. ↑  Tageszeitung Wiener Zeitung, Nr. 244, 23. Oktober 1920, S. 1, Amtlicher Teil
5. ↑  Biografische Daten auf der Website des österreichischen Parlaments
6. ↑  Stenographische Protokolle. Erste Republik. Session 3. Index